# ナブメトン
ナブメトン（Nabumetone）とは、2-(3-オキソブチル)-6-メトキシナフタレンのことである。つまり、ナフタレンの2位と6位に置換基が付いた化合物である。非ステロイド性抗炎症薬（NSAIDs）には酸性を示す官能基を持った化合物が多数存在する中で、ナブメトンは非ステロイド性抗炎症薬の1種でありながら酸性の化合物でないという特徴を持つ。CAS登録番号は42924-53-8。なお、ナブメトンには様々な別名が存在するものの、本稿では以降、ナブメトンという呼称に統一する。

## 構造

ナブメトンの極限構造式。酸性の非ステロイド性抗炎症薬の中にはカルボキシ基を持ったものが多い中、ナブメトンにはそれが無いのが見て取れる。

ナブメトンの化学式はC15H16O2であり、モル質量は228.291 g/molである。

## 薬理

ナブメトンが肝臓で代謝されてできる活性化体である、6-メトキシ-2-ナフチル酢酸の極限構造式。ちょうど非ステロイド性抗炎症薬のナプロキセンが持つ不斉炭素に結合しているメチル基を、水素で置換した構造をしている。この活性化体がシクロオキシゲナーゼを阻害して、非ステロイド性抗炎症薬としての作用を示す。

ナブメトンはプロドラッグであり、体内で活性化体に変換されて初めて非ステロイド性抗炎症薬としての薬効を発揮する。ナブメトンの投与経路としては、しばしば経口投与が用いられる。経口投与されたナブメトンの消化管からの吸収性は良好とされている。体内に吸収された後、主に肝臓において代謝されて活性化体となる。この活性化体が6-メトキシ-2-ナフチル酢酸であり、これがシクロオキシゲナーゼ（COX）を阻害する。これにより、プロスタグランジン類の生成が妨げられるので、鎮痛薬、抗炎症薬、解熱薬として作用する。参考までに、活性化体の6-メトキシ-2-ナフチル酢酸になる割合は、例えばナブメトン1000 mgを経口投与した場合であれば、約35%ほどであるとのデータがある。こうして生成した6-メトキシ-2-ナフチル酢酸は、細胞質のタンパク質との結合率が99%以上と高いことが知られている。なお、6-メトキシ-2-ナフチル酢酸はCOX1もCOX2も共に阻害するものの、どちらかと言えば、COX1よりも、COX2を強く阻害することが知られている。肝臓で生成した6-メトキシ-2-ナフチル酢酸の体内から半減期は、一般的なヒトにおいて約23時間である。このような比較的長い半減期を持つために、ナブメトンは通常1日1回投与で用いられる。ただし、ナブメトンとその代謝物は、最終的には主に尿中に排泄されることもあって、腎疾患が存在すると、この半減期は延長することが知られている。

### 代謝
先述の通り、ナブメトンはプロドラッグであり肝臓で活性化体に変換される。ナブメトンはCYP1A2で代謝されることが知られている。

## 副作用
ナブメトンの副作用は、同じ薬理作用、つまり、シクロオキシゲナーゼ阻害作用を持った他の非ステロイド性抗炎症薬と類似している。ただし、ナブメトンはプロドラッグであって肝臓で活性化体に変換される上に、ナブメトンの活性化体である6-メトキシ-2-ナフチル酢酸がCOX1よりもCOX2を強く阻害するためか、他の非ステロイド性抗炎症薬と比べると、ナブメトンの副作用として起こる胃腸障害の頻度は少し少ないと言われている。

## 危険性
この他に特筆すべきこととして、ナブメトンには心臓発作のリスクを増やすという問題が見つかった。このリスクは、ナブメトンの用量が多いほど高くなると考えられる。なお、服用開始後比較的短期間に心臓発作が起こる場合もあるので、ナブメトンを投与している場合は油断することなく、もしもそのような兆候が見られたら、すぐに対処できるように備えておくべきである。

### 過量投与の報告
17歳の女性がナブメトンを原薬量に換算して合計15 gも摂取した過量投与事例の報告が存在する。1例だけの報告なので信頼性が充分だとは言えないものの、少なくとも、この17歳の女性の場合は、特に問題は起こらなかったとのこと。